# Antonino Minardo
Antonino Minardo, detto anche  Nino (Modica, 5 febbraio 1978), è un politico italiano.

## Biografia
Nato a Modica, in provincia di Ragusa, è figlio di Rosario Minardo, fondatore di Giap Carburanti e vertice del Gruppo Minardo, nonché nipote di Riccardo Minardo, parlamentare alla Camera e al Senato dal 1996 al 2008 per il Centro Cristiano Democratico, Forza Italia e il Movimento per l'Autonomia.
Nel 2004 si laurea in scienze politiche presso l'Università degli Studi di Catania.
Il 29 giugno 2007 viene nominato presidente del Consorzio per le Autostrade Siciliane, carica che mantiene fino al dicembre successivo.
Ha lavorato come dirigente della holding di famiglia.

## Attività politica
Nel 1999 aderisce a Forza Italia di Silvio Berlusconi, andando a ricoprire la carica di coordinatore regionale dei giovani universitari del partito.
Da settembre 2004 a dicembre 2005 è stato assessore allo sport e tempo libero nella giunta provinciale di Ragusa presieduta da Franco Antoci, oltre a ricoprire il ruolo di presidente dell'Azienda per l'Incremento Turistico della provincia di Ragusa.
Alle elezioni regionali in Sicilia del 2006 si candida tra le liste di Forza Italia, nella mozione del presidente uscente Salvatore Cuffaro, risultando tuttavia non eletto all'Assemblea regionale siciliana nonostante le 11.461 preferenze.
Ad aprile 2007 viene nominato commissario di Forza Italia a Modica.
Alle elezioni politiche del 2008 viene candidato alla Camera dei deputati, nella circoscrizione Sicilia 2 in dodicesima posizione tra le liste del Popolo della Libertà (lista elettorale che raccoglie principalmente Forza Italia e Alleanza Nazionale), risultando eletto deputato. Nella XVI legislatura della Repubblica è stato componente della 11ª Commissione Lavoro pubblico e privato, brevemente dell'8ª Commissione Ambiente, Territorio e Lavori pubblici e della Commissione parlamentare d'inchiesta sugli errori in campo sanitario e cause dei disavanzi sanitari regionali.
Nel 2010 viene nominato coordinatore provinciale del PdL a Ragusa.
Alle elezioni politiche del 2013 è ricandidato alla Camera dei deputati, sempre nella circoscrizione Sicilia 2 nelle liste del Popolo della Libertà, venendo rieletto deputato nella XVII Legislatura.
Il 16 novembre 2013, con la sospensione delle attività del Popolo della Libertà, aderisce al Nuovo Centrodestra (NCD) guidato da Angelino Alfano.
Il 18 marzo 2017, con lo scioglimento del NCD, aderisce alla fondazione del suo successore Alternativa Popolare (AP) con le stesse ideologie da parte di Alfano. Tuttavia l'8 giugno dello stesso anno abbandona AP per aderire alla rinata Forza Italia di Berlusconi.
Alle elezioni politiche del 2018 viene rieletto deputato da capolista di Forza Italia nel collegio plurinominale Sicilia 2 - 02.
A novembre 2019 aderisce alla Lega per Salvini Premier e il successivo 3 dicembre entra nel suo gruppo parlamentare. Dal dicembre 2020 è segretario regionale della Lega in Sicilia. 
Alle elezioni politiche anticipate del 2022 viene ricandidato alla Camera per la Lega sia nel collegio uninominale Sicilia 2 - 01 (Ragusa), sostenuto dalla coalizione di centro-destra, che nei collegi plurinominali Sicilia 1 - 01 e Sicilia 2 - 02 come capolista, Sicilia 2 - 03 e Sicilia 2 - 01, venendo eletto per la quarta volta deputato nel collegio uninominale con il 41,38% dei voti e superando i candidati del Movimento 5 Stelle Eugenio Saitta (29,83%) e del centro-sinistra Luigi Bellassai (19,2%). Nella XIX legislatura è presidente della 4ª Commissione Difesa della Camera.
In virtù di un accordo che vede alcuni candidati dell’Unione di Centro nelle liste della Lega in occasione delle elezioni europee del 2024, il 18 aprile di quell’anno Minardo lascia il gruppo leghista alla Camera per formare una componente centrista con Lorenzo Cesa.
Nel luglio 2025 annuncia il suo ritorno tra le file di Forza Italia.

## Procedimenti giudiziari
Nel 2014 la corte suprema di cassazione ha confermato la condanna a 8 mesi di reclusione, con pena sospesa, per il reato di abuso d'ufficio per una vicenda legata a quando ricopriva il ruolo di presidente del CAS, il Consorzio per le Autostrade Siciliane, nel 2007. I fatti riguardano l’incarico di consulenza dato dal CdA del CAS a Vincenzo Pozzi, ex presidente dell'ANAS, per svolgere sostanzialmente il ruolo di direttore generale senza passare da una selezione pubblica.